# 肖开提·依明
肖开提·依明（拉丁维文：Shewket Imin，1959年12月—），男，维吾尔族，新疆玛纳斯人，中华人民共和国政治人物。新疆师范大学体育系田径专业毕业，中央民族大学研究生院民族经济管理专业在职研究生学历。曾任新疆维吾尔自治区人大常委会主任。

## 生平
1977年10月参加工作，1981年6月加入中国共产党。历任中共吐鲁番市委副书记，中共吐鲁番地委委员、纪委书记，共青团新疆维吾尔自治区委书记、团中央常委，中共伊犁哈萨克自治州委副书记，新疆维吾尔自治区广播电影电视局局长等职。2004年12月，任中共新疆维吾尔自治区党委常委。2015年12月，被补选为第十二届全国人大代表。2016年11月，兼任自治区党委统战部部长。
2018年1月26日，在新疆维吾尔自治区第十三届人民代表大会第一次会议当选为新疆维吾尔自治区人大常委会主任。2023年1月18日，不再担任自治区人大常委会主任职务。